# 가기야마 유마
가기야마 유마(일본어: 鍵山 優真, 2003년 5월 5일~)는 일본의 피겨스케이팅 선수이다. 2022년 동계 올림픽 남자 싱글 은메달과 팀 이벤트 동메달을 획득했으며, 세계 선수권 대회 준우승 3회, 4대륙 선수권 대회에서 금메달 1개, 동메달 1개를 획득했다. 

## 개인사
아버지인 가기야마 마사카즈도 피겨스케이팅 선수로 활동했다.